# Medal of Honor: Frontline
Medal of Honor: Frontline es el cuarto título del videojuego de la serie Medal of Honor, publicado por Electronic Arts en noviembre de 2002 y la segunda, donde el jugador asume el papel del Teniente Jammes Patterson. La música es del compositor norteamericano Michael Giacchino.
Al igual que sus predecesores, el juego se desarrolla en Europa y el principal propósito es luchar contra las fuerzas del Tercer Reich a través de misiones de sabotaje y espionaje. Algunos niveles del juego se establecen durante las campañas de los principales aliados de la Segunda Guerra Mundial como el desembarco de Normandía y la Operación Market Garden.
En 2010, el juego ha sido remasterizado en HD y se puede conseguir en el mismo disco de Medal of Honor (videojuego de 2010) para la PS3, también conocido Medal of Honor limited edition.

## Sinopsis
Participar en el desembarco de Normandía del 6 de junio de 1944, el teniente James Patterson es reclutado por la OSS (Office Strategy States) y comisionado para llevar a cabo algunas misiones de espionaje y sabotaje. La primera consiste en infiltrarse en un sistema de fabricación de Submarinos en la Francia ocupada para tratar de dar un golpe importante a las líneas de producción de submarinos que amenaza a la flota aliada del Atlántico. Posteriormente Patterson es enviado a Holanda en la víspera de la operación Market Garden para reunirse con algunos miembros de la resistencia local y rescatar a Franz Gerritt, un guerrillero que está al tanto de alguna información acerca de un nuevo caza alemán que sería objeto de estudio.
Con la información recabada, el Teniente James Patterson esta tras los pasos del Coronel Rudolf Ulbrich von Sturmgeist, jefe de proyecto de este modelo de avión nuevo llamado Horten Ho IX, que utiliza tecnología avanzada en comparación a la de los jet de combates de los aliados. Patterson va rumbo a la ciudad holandesa de Arnhem para reunirse con Franz Gerritt que es capaz de llevarlo por el camino de Sturmgeist, el Teniente Patterson tendrá la sospecha de que parece que se encuentra cerca de Gotha, antes de eso Patterson está involucrado en la remoción de minas en el puente Nimega y llevar suministros a las tropas británicas en Arnhem. Luego Franz Gerritt lleva a Patterson a la ciudad de Emmerich (Alemania), donde el Coronel Sturmgeist se encuentra allí y está a punto de salir de su base a la vez y por lo que la noche entre el 22 y 23 de septiembre de 1944 Patterson se infiltra a bordo del tren blindado, con la tarea de perseguir y eliminar a Sturmgeist, pero finalmente no pudo debido a que el coronel logra escapar, frustrando de momento la tarea de Patterson de llegar hasta Sturmgeist, eliminarlo y huir con el prototipo del nuevo caza alemán antes de que la aviación aliada bombardeó la base.

## Misiones

### D-Day (Día D)
A bordo del buque de guerra USS Thomas Jefferson, el Teniente James Patterson es asignado a la compañía de la 116 ª División de Infantería de EE. UU. de la 2ª compañía de Rangers y su primera misión es participar en el desembarco de Normandía en la playa de Omaha. Al acercarse a la playa Patterson es lanzado al agua después de que su bote de desembarco fuera alcanzado por fuego de artillería del enemigo, aunque logró llegar con seguridad a la orilla justo detrás de la carcasa de un bote destruido en el medio de la costa. Allí se encuentra al capitán, que le ordena que ayude a algunos de sus hombres para llegar a la cabeza de playa, proporcionando fuego de cobertura. Sin saltar el alambre de púas en el terraplén, una vez realizado esto Patterson cruza en la cabeza de playa hasta el pie del búnker que apunta con sus ametralladoras a la playa. En este punto, Patterson se hará cargo del búnker de la izquierda.
En el segundo nivel de la misión Patterson se encarga de la destrucción de nidos de ametralladoras, eliminar a los enemigos dentro del búnker y la destrucción del búnker en la pared de la playa para permitir que la siguiente oleada desembarque sin el fuego enemigo. James y su capitán sobreviven el día D.
Sus niveles:
```
   Your Finest Hour (Tu hora decisiva)
   Into The Breach (En la brecha)
```

### A Storm In the Port (Tormenta en el puerto)
La próxima misión, es infiltrarse en la producción y reparación en el puerto de Lorient (Francia) del nuevo submarino U-4902, su deber es sabotearlo y asestar un fuerte golpe a la Marina de Guerra del Reich. Para ello la OSS entra en contacto con Patterson. Dicen que un nuevo Submarino está navegando por las aguas alrededor de la Francia ocupada por la Alemania nazi.
Para llegar a Lorient Patterson es enviado a la aldea de St. Mathies en donde se encuentra con miembros de la 101a división aerotransportada que está en plena lucha contra el ejército alemán apostado en el pueblo donde el submarino U-4902 hará una parada especial para cargar materiales; después de cruzar la aldea en donde la batalla fue más prolongada. Entonces, se oculta en cajas que están a la espera de ser cargadas en el submarino. Una vez a bordo James debe esperar que el submarino sea amarrado en el puerto de Lorient para colocar los explosivos en la sala de máquinas y en las salas de torpedos para hacerlo explotar. Una vez fuera del submarino su trabajo es destruir el mayor número posible de cosas y vehículos (camiones de suministros, submarinos, depósitos de combustible) y robar toda la información tanto como sea posible. En Lorient, James causa una enorme cantidad de daño a las flotas y a los materiales que están en los almacenes, incluyendo a varios de ortos Submarinos. En el puerto se encuentra fugazmente con un oficial nazi, el Coronel Rudolph Ulbricht Von Sturmgeist, quien será su rival más adelante en el juego.
Sus niveles:
```
   Seaside Stowaway (Polizón costero)
   Special Cargo (Cargamento especial)
   Eye Of The Storm (Ojo de la tormenta)
   A Chance Meeting (Un encuentro casual)
```

### Needle In A Haystack (Aguja en un pajar)
Un miembro de la resistencia holandesa llamado Franz Gerritt entra en contacto con la OSS y demanda tener información de inteligencia secreta robada a los alemanes que estaba en posesión de información. Antes de que pueda ser encontrado por la OSS, las fuerzas alemanas lo capturan y lo hacen prisionero para ser interrogado, Dada la importancia de la información en posesión de Gerrit, la OSS envía a Patterson a rescatarlo y en su camino en la víspera de la operación Market Garden, para encontrarlo donde se encuentra arrestado Gerritt y debe rescatarlo de allí.
Patterson se lanza en paracaídas en el campo (alguna parte de Holanda), en donde se reúne con el cabo Mike Barnes, el soldado Timothy Connor y el soldado de 1.ª clase Jerry Langteau, cerca de la ciudad holandesa de Kleveburg pero, antes de llegar a la puerta de la ciudad Patterson, Barnes y Connor deben destruir todos los tanques alemanes en conjunto para evitar que contrarresten el avance aliado al día siguiente. Luego de Llegar a las puertas de Kleveburg, Patterson es capaz de entrar en la ciudad mediante la creación de un desvío y se esconde hasta la llegada de la noche. Para ello luchan en la entrada de la ciudad de Kleveburg.
Por la noche, Patterson sale para ir de búsqueda con otro agente de la resistencia holandesa, quien lo lleva en vehículo por los camino de la ciudad; Patterson es responsable de eliminar a los enemigos y de sabotear todos los vehículos que encuentre para evitar que los alemanes puedan seguirlo en el mismo e incluso roba un uniforme de un oficial alemán para poder entrar a la posada del León Dorado sin ser molestado, donde puede encontrar a un informante de la resistencia que pudiera tener información sobre el paradero de Gerritt, para ello James una vez en la posada provoca un incidente entre 2 oficiales alemanes que llegan pelearse a golpes mientras eso ocurre Patterson encuentra al informante que está en el bar trabajando como mesonero y lo lleva de contrabando hasta la mansión de Dorne, en donde está arrestado Gerritt y está a la espera de ser transferidos a otro lugar. Afortunadamente, Gerrit es capaz de ocultar documentos relativos a los miembros de la resistencia entre los sirvientes de la casa y le toca a Patterson de que no caiga en manos enemigas.
Para esa noche está prevista una fiesta en la mansión por lo que Patterson puede infiltrarse vestido como sirviente y toma contacto con los partisanos al llegar a la casa, sin embargo, debe ser enmascarado una vez dentro hasta encontrar y rescatar a Gerrit, donde luego de eliminar a los enemigos y encontrar los documentos ocultados por Gerritt en la mansión; se disponen a salir de la mansión donde encuentran refugio en la casa de algún miembro de la resistencia de donde se oculta la célula echa por Gerrit que se las arregla para liberar y dejar a Patterson en un sitio seguro.
Sus niveles:
```
   Rough Landing (Aterrizaje forzoso)
   The Golden Lion (El León Dorado)
   Operation Repunzel (Operación Repunzel)
```

### Several Bridges Too Far (Varios puentes más allá)
La resistencia holandesa estaba en lo cierto, la información de Gerrit era de primordial importancia y preocupación para las fuerzas aliadas; en una base secreta cerca de Gotha (Alemania) la Luftwaffe diseña un prototipo de una nueva aeronave que está siendo probada. Este avión es el Horten Ho IX, un avión moderno que utiliza tecnología avanzada que su diseño podía dar vuelta a la guerra de nuevo. A pesar de ello, los aliados no son no es capaces de determinar la ubicación exacta de esta base, pero presumen que pueda estar en una de las minas que rodean la ciudad ocupada por los Alemanes. Sin embargo, saben que la cabeza de este proyecto es el coronel de la SS Rudolf von Ulbricht Sturmgeist que Patterson se había reunido por casualidad y se escapó durante su misión en Lorient.
Patterson permanece en Arnhem donde hay un agente de la OSS de nombre Jigs, un hombre que es capaz de llevarlo a Sturmgeist. Pero Patterson no puede salir directamente en Arnhem porque la aviación está totalmente comprometida en la Operación Market Garden y luego tendría que llegar a pie. La primera etapa de su viaje es el puente Nijmegen donde se encuentra con el Capitán Tarver miembro de la 82° aerotransportada y este le ordena a James que se ocupe de desactivar las minas explosivas plantada por los alemanes para así permitir el avance aliado sobre el puente. Se encontró con un cañón el cual destruye el fuego antiaéreo y toma posesión de un cargamento de suministros, para ser entregado a las tropas británicas que luchan en Arnhem durante tres días sin repostar. El ejército aliado cruza con poco o ningún esfuerzo la mañana siguiente. Patterson lleva un carro de suministros médicos lejos del puente a Arnhem. Un paracaidista británico toma el carro y James lo escolta a través de la ciudad y bombardea varios puntos de control alemanes. Aquí él se encuentra al sargento principal Kelso y luchan juntos en los combates en el centro para llegar a las oficinas de aduanas en donde Patterson localiza a Jigs, miembro de la resistencia holandesa.
Sus niveles:
```
   Nijmegen Bridge (Puente Nijmegen)
   Yard by Yard (Yarda a yarda)
   Arnhem Knights (Caballeros de Arnhem)
```

### Rolling Thunder (Trueno arrollador)
De acuerdo con Jigs, Sturmgeist llega a la base de Gotha después de un viaje de inspección de otras plantas industriales. Su última parada antes de llegar a la ciudad de Gotha es Emmerich a orillas del Rin (Alemania) donde se espera un tren blindado que lo llevara hasta la base secreta. Patterson, que a toda costa adquiere el uniforme de un oficial de la Gestapo para llegar en el tren disfrazado de oficial alemán pero es descubierto por los alemanes, sin más se dispone a combatir contra ellos hasta lograr infiltrarse en el tren. Una vez en el tren, se dispone eliminar a todos los enemigos allí y en especial a Sturmgeist para robar los documentos acerca del diseño del nuevo jet de combate.
Una vez en el tren Sturmgeist, Patterson no puede eliminar al coronel, ya que pueden separar la locomotora del resto del tren que se detiene en las vías. Afortunadamente en el caso de Sturmgeist se encuentra la ubicación exacta de la base secreta donde esta el jet IX 'Ho, que se encuentra al final de la línea de ferrocarril en que se encuentra Patterson. Para ser precisos, es en realidad una fábrica de aviones y un centro de investigación de la Luftwaffe, que también incluye el montaje y ensamblaje de aviones de combate.
Antes de llegar a Gotha, Patterson debe pasar por el aeropuerto industrial de Friedrichsroda que reposta a la base de la Luftwaffe. James entonces aprovechó la oportunidad para interrumpir el comercio y hacer estallar los depósitos de combustible con la esperanza de frenar la producción de aviones.
Sus niveles:
```
   On Track (A bordo)
   Riding Out the Storm (Capeando el temporal)
   Derailed! (¡Descarrilado!)
```

### The Horten's Nest (El nido de Hortens)
Patterson consigue finalmente llegar a Gotha y a su base secreta. Antes de tratar de llegar a Sturmgeist y al jet de combate IX Ho, tiene la oportunidad de fotografiar los proyectos de los enemigos y sabotear la planta de fabricación de aviones, Sin embargo, debe darse prisa porque Sturmgeist ordenó trasladarse a otra base por razones de seguridad. La información necesaria la recoge Patterson y él es responsable de enviar por radio las coordenadas de la mina para que la fuerza aérea aliada pueda bombardear la planta, para ello antes debe destruir también las instalaciones del radar para que el enemigo no pueda detectar fácilmente el ataque aliado. Patterson se las arregla para llegar al hangar donde se encuentra el IX Ho. Después de luchar duramente derrota a las tropas alemanas y procede a eliminar a Sturmgeist tras un feroz combate, donde roba el jet de combate, y poco antes de despegar a bordo del Horten IX H, llega el ataque aéreo aliado que comienza a bombardear el hangar con total facilidad.
Sus niveles:
```
   Clipping Their Wings (Cortarles las alas)
   Enemy Mine (Mina enemiga)
   Under the Radar (Bajo el radar)
   Stealing the Show (Llevarse todos los aplausos)
```

## Juego
Al igual que sus predecesores, el jugador se introduce en el papel de un agente de la OSS durante la Segunda Guerra Mundial. En primera línea, hay seis misiones, cada una dividido en varios niveles. Al principio de cada misión hay una reunión informativa con una película que informa al jugador de los objetivos asignados y el desarrollo de la trama junto con el contexto histórico. A principios de los niveles hay una información adicional por escrito que prepara al jugador para la misión en particular y estos niveles se basan en la trayectoria lineal con el jugador mientras se mueve por paisajes rurales y urbanos para derrotar a los enemigos y completar los objetivos.
Al final de cada nivel se le asigna una puntuación (oro, plata o bronce) en función del rendimiento. Si al final de una misión que el jugador ha recogido todo el oro es premiado con una medalla, la cual se pone a disposición de contenidos especiales.

## Personajes
Teniente James Steven Patterson 'Jimmy'
Legendario personaje y el protagonista de la serie, es un funcionario capacitado de la Office of Strategic Services (OSS). Nacido en Carthage, Misuri, en 1919, estudió en la Universidad de Míchigan, donde se destacó en todas las asignaturas, entre la que destaca el idioma alemán. Después de su graduación, su familia espera verlo en la Universidad de Harvard, pero decidió ir a West Point, donde fue tercero de su clase. Aquí, también, mostró todas sus habilidades que garantizó una recomendación para entrar en el ejército como teniente. En 1942 fue elegido por la OSS después de la extracción de los mejores oficiales de la USAAF. Su primera tarea fue recuperar el agente de la Resistencia francesa Manon Batiste en Tobruk después de la operación de sabotaje en el norte de África. Hasta 1944 se mantuvo en contacto con Manon para así proporcionarle documentos y confiarle misiones delicadas en nombre de la OSS. En 1944, fue designado por el mando aliado para llevar a cabo una misión de transporte de tropas en un avión de transporte C-47 durante el desembarco de Normandía para caer junto a los hombres de la 101 División. Cumplida la misión, sin embargo, Patterson se vio afectado por el fuego antiaéreo de los alemanes, y armado sólo con una pistola y algunas granadas tuvo que lansarse en paracaídas de su avión. Una vez en tierra, Jimmy ha caído en la costa, aquí se ve envuelto en la eliminación de algunos puesto de control a lo largo de la campaña alemana de Normandía. Llegaron cerca del pueblo de Quienville, Jimmy fue rescatado por los partisanos franceses, que hizo el teniente a bordo de un barco y unos cuantos más, lo que les llevó a la blindados Jefferson. El teniente de la nave fue puesta bajo el mando del Capitán Blanco dirigió un pelotón de 116° División de Infantería en la playa de Omaha. Después de aterrizar, Jimmy participó en numerosas otras misiones durante la guerra U-4901 como el robo de destrucción y recuperación de la pistola de Greta H. IX.
Coronel Stanley Hargrove
Stanley Hargrove (1900-1950) es el "oficial" de la línea de director de Jimmy OSS. Hargrove asigna muchas misiones de sabotaje, los detalles más precisos a las situaciones de combate cuerpo a cuerpo, gracias a las cartas de guerrilleros franceses y Manon Batiste.
Cabo Barnes
Cabo Barnes es un soldado de la 82.ª División Aerotransportada en Medal of Honor: Frontline. Aparece en la misión 'Rough Landing (aterrizaje forzoso)'. Durante la operación Market Garden, el Teniente Jimmy Patterson es asignado para protegerlo ya que lleva cargas de demolición para destruir tanques Panzer IV alrededor de la ciudad de Kleveburg, Holanda. Él y Patterson son camaradas, Al final de la misión, cerca de la puerta real a Kleveburg, Barnes dice Jimmy que él y Terry Langteau tienen que reunirse con un contacto de la resistencia holandesa en un área diferente. Dicen adiós y nunca es mencionado o visto nuevamente.
 Soldado Terry Langteau 
El soldado de Primera clase Timothy Connor es un personaje menor en Medal of Honor: Frontline. Se ve en la misión 'Rough Landing (aterrizaje forzoso)'. perteneciente de la 82.ª División Aerotransportada. Durante la operación Market Garden, él se separó de su escuadrón original durante una escaramuza y se vio obligado a encontrar su camino de regreso a ellos, pero acabó yendo en la dirección equivocada. Dos millas al oeste de ellos, fue encontrado por el Cabo Barnes y Jimmy Patterson, dos soldados también actúa en la 82.ª Aerotransportada en una misión especial. Langteau peleas junto a ellos a lo largo de la misión en su camino hacia Kleveburg, proporcionando cobertura de fuego a Barnes y Jimmy mientras que destruyen tanques. Cuando llegaron a las puertas de Kleveburg, él y Barnes se separaron con Patterson para encontrarse con miembros de la resistencia holandesa en la zona. Él estaba armado con una ametralladora Thompson.
Franz Gerrit
Franz Gerrit (1910-1970) es un partidario experto holandés, que es descubierto por los oficiales de las unidades alemanas de las SS en los Países Bajos, al descubrir el desarrollo de un nuevo prototipo de un combatiente revolucionario, será arrestado y detenido en la Mansión de Dorne, en el que James se infiltra disfrazado de camarero. Afortunadamente, Patterson le salvará justo a tiempo por los alemanes ya que sería trasladado a un campo de concentración nazi.
Ralph Jigs
Ralph Jigs (1918-1945) es el agente secreto holandés joven pero experto, proporciona a James la información necesaria para encontrar Sturmgeist, ya que es consciente de los movimientos del coronel. Jigs también suministra puntualmente documentos falsos e uniformes de oficial alemán a Jimmy que le es útil para cruzar las líneas enemigas sin hacer un solo disparo.
Barón Rudolf Ulbricht von  Sturmgeist
Barón Rudolf Ulbricht von Sturmgeist  (1894-1944) es el rival clave de James. Sturmgeist que ha sacrificado toda su vida a su carrera militar, obteniendo, además del rango de coronel, una estimación y admiración compartida por oficiales de las SS muy pocos. Aunque anciano es un hombre de una agilidad de vela y el impresionante por decir lo menos, muy fuerte e inexpugnable totalmente, de hecho, capaz de cualquier peligro de desaparecer para siempre sin dejar el menor rastro de escape. Le gusta mucho el respeto y la confianza en los ojos del Führer, que le confió la tarea de inspeccionar las instalaciones de la constructora alemana de armas, incluyendo la supervisión del proyecto H-IX. La mentira, en el viaje a Gotha, cara a cara con Jimmy, vienen en la base aérea secreta en el medio de un bombardeo, la lucha contra James hasta que es muerto después de una batalla difícil de llevar.
Capitán Scharff
Capitán Scharff es el capitán del submarino U-4902, Su única aparición fue en el nivel 'Special Cargo (Carga Especial)', durante el acoplamiento de U-4902 en el puerto de Lorient, fue asesinado por James Patterson. Viste una camisa amarilla mostaza y lleva una gorra de oficial.

## Armas
Las armas en el juego son las siguientes:
- M1 Garand (Fusil semiautomático de la infantería estadounidense)
- Springfield M1903 (fusil de francotirador estadounidense)
- Colt M1911A1 (Pistola estadounidense)
- Walther P38 (Pistola alemana)
- Granada Mk 2 (Granada estándar estadounidense)
- Mosin-Nagant (Expansion Pack: Spearhead) (Fusil soviético)
- Gewehr 43 (Fusil de francotirador alemán)
- MP40 (Subfusil alemán)
- Winchester Modelo 1897 (Escopeta estadounidense)
- Thompson (Subfusil estadounidense)
- Stielhandgranate (Granada de mango alemana estándar)
- BAR (Browning Automatic Rifle; Ametralladora ligera estadounidense)
- StG 44 (Fusil de asalto alemán)
- M20 Bazooka (Lanzacohetes antitanque aliado)
- Panzerschreck (Lanzacohetes alemán)

Armas fijas
- MG42
- M1919
- Cañón de cubierta (en el submarino)
- Torretas
- Nebelwerfer

## Crítica
Desde su publicación, Medal of Honor: Frontline ha recibido críticas muy favorables. El sitio web Metacritic ha asignado una calificación de 88/100 de la versión para PlayStation 2, 81/100 versión para la Xbox la versión, y 80/100 para la Gamecube. El sitio IGN [4] ha calculado una puntuación total de 8 / 10. Incluso Gamespot (09/10) y la revista Play Magazine (10/10) han evaluado de manera muy positiva a juzgar uno de los mejores juegos de la época.
Los méritos del juego se encuentran en una excelente combinación de gráficos, jugabilidad y banda sonora. La música, en particular, es considerada una de las mejores de la historia escrita para un juego de video, en cualquier plataforma, que combina la excelente calidad de sonido. Otra ventaja del juego es que no ibas a jugar como el héroe que va a salvar al mundo, sino más bien uno que es sólo un engranaje en una máquina superior.
También lugares de valor, con atención al detalle, con la participación y capaz de transmitir la sensación de estar reviviendo la guerra de primera mano. También es excelente, pero las misiones tienen la carga de proceder a ungir a un itinerario determinado sin la posibilidad de desviarse.
Como se ha mencionado uno de los méritos del juego son los gráficos: entornos 3d bien hechos, los agentes climáticos convincentes, una cuidadosa atención a los detalles de los coches, las expresiones y efectos visuales realistas. En general, Medal of Honor: Frontline fue considerado lo mejor que la PS2 tenía que ofrecer en términos de gráficos en ese momento.